# Hypoxis bampsiana
Hypoxis bampsiana är en enhjärtbladig växtart som beskrevs av Justyna Wiland. Hypoxis bampsiana ingår i släktet Hypoxis och familjen Hypoxidaceae.

## Underarter
Arten delas in i följande underarter:
- H. b. bampsiana
- H. b. tomentosa